# Marciano José
Marciano José, nacido Filomeno López López (El Pedregal, Guadalajara, España, 15 de noviembre de 1900-Turón, Asturias, 9 de octubre de 1934), fue un religioso perteneciente a los Hermanos de La Salle. Realizó los votos perpetuos el 9 de junio de 1925 tomando el nombre de Marciano José. Es un santo mártir de la Iglesia católica. Su festividad se celebra el día 9 de octubre, y forma parte de los denominados mártires de Turón.

## Martirio
Fue asesinado en 1934 en la localidad asturiana de Turón durante la denominada Revolución de Asturias. En esta revolución minera se suprimió la enseñanza religiosa lo que obligó a los Hermanos de La Salle a cambiar sus vestimentas haciéndose pasar por campesinos. Marciano José toma el puesto de cocinero del Colegio Nuestra Señora de Covadonga luego que, a causa de esta revolución, fue abandonado el puesto por el cocinero anterior.
Se descubrió que en este colegio todavía se impartían clases de religión y el 5 de octubre de 1934 el alcalde ordenó encarcelar a toda la comunidad (incluyendo al sacerdote pasionista Inocencio de la Inmaculada, que se encontraba con ellos). Sin embargo el cocinero fue dejado en libertad por ser tomado por un simple empleado. Marciano no aceptó esta situación aclarando que él también era un miembro del colegio lo que le llevó a sufrir torturas y vejaciones junto con todos sus compañeros. El día 9 de ese mismo mes fueron fusilados.

## Canonización
Sus restos fueron trasladados en 1935 al noviciado de Bujedo. Fue beatificado por el papa Juan Pablo II el 29 de abril de 1990 y canonizado el 21 de noviembre de 1999, junto con otros ocho compañeros Hermanos de la Salle y el padre pasionista Inocencio de la Inmaculada.  Su festividad se celebra el día 9 de octubre, fecha de su martirio.